# Sihem Souid
Pour les personnes ayant le même prénom, voir Sihem et Souid.
 (septembre 2023).
Il peut être nécessaire de l'améliorer pour respecter le principe de neutralité de point de vue. Veuillez consulter la page de discussion pour plus de détails.

Sihem Souid est une communicante et lobbyiste française.
Auteure de plusieurs livres dont Omerta dans la police, directrice générale d'Edile Consulting (société de communication, lobbying, relations publiques, Presse et institutionnelles), guidée et formée par Franz-Olivier Giesbert elle devient chroniqueuse au sein du magazine Le Point depuis 2011 et intervenante régulière sur les radios, elle a été successivement fonctionnaire de police puis détachée au ministère de la Justice comme chargée de mission, elle finit par prendre sa mise en disponibilité de la fonction publique fin 2015 pour commencer une carrière dans le privé.
Elle est principalement connue pour être la communicante du Qatar. Figure incontournable de l'influence de ce pays, c'est grâce à elle que l'émir du Qatar obtient la couverture du magazine Le Point et 16 pages d'entretien en septembre 2022, juste avant la Coupe du Monde de la FIFA.
Elle a été membre du Parti socialiste, fut responsable de la communication de La Gauche Forte, porte parole d’Arnaud Montebourg pendant la primaire socialiste de 2011, puis a participé à la campagne présidentielle de 2012 aux côtés de François Hollande. Elle fut aussi candidate aux élections départementales de mars 2015. Elle n'est aujourd'hui membre d'aucun parti politique.

## Biographie

### Fonctionnaire de police
Née à Monastir (Tunisie), le 15 février 1981 est d’abord affectée à la Police aux frontières (PAF) à Orly en tant qu’adjointe de sécurité (ADS), puis à la Préfecture de police (PP) à Paris comme adjoint administratif première classe. En mai 2013, elle est recrutée par Christiane Taubira au ministère de la Justice en tant que chargée de mission au service de l'accès au droit et de l'aide aux victimes,.
Elle est l’auteur du livre Omerta dans la police, paru en 2010, dans lequel elle décrit des délits et des manquements importants à l’éthique et la déontologie professionnelle qu'elle annonce se produire au sein de la police nationale : sexisme, racisme, homophobie, atteinte à la dignité humaine, harcèlement, abus de pouvoir, déni de droit, politique du chiffre. Ce livre lui vaudra suspension administrative, et plainte pour diffamation. Son livre s’est vendu à 35 000 exemplaires en janvier 2011, soit moins de trois mois après sa sortie.
En octobre 2013, elle est condamnée à 1 000 euros d’amende avec sursis pour diffamation envers un ancien directeur de la PAF d’Orly. Le Tribunal a cependant considéré « qu’il n’était «pas établi» que Sihem Souid faisait preuve d'«animosité personnelle» » à l’endroit de son collègue et a reconnu qu'elle « avait pu justifier, à l’appui de ses assertions, d'«un certain nombre d’éléments factuels» ».
Suspendue dix-huit mois dont six avec sursis, ou plutôt dont six fermes comme il est précisé dans le documentaire une flic insoumise de Stéphane Krausz et Jean-Marie Montali, par ailleurs « nègre » de son premier ouvrage, en 2012, par l’Administration pour non-respect du devoir de réserve le 1er décembre 2010. La Licra estimera dans un communiqué de presse que la sanction est « d’une sévérité inhabituelle », « semble aussi surprenante qu’injuste » et « s’interroge sur la décision du Ministre de l’Intérieur ». Elle est soutenue par Arnaud Montebourg qui publie une tribune dans la rubrique Dialogues du journal Le Monde du 14 décembre 2010, intitulée "Pour l'honneur de Sihem Souid".
Son action lui vaut d'être « femme de la semaine » à plusieurs reprises dans le magazine féminin Elle,,,.
En 2011 elle reçoit de l'association anti-corruption Anticor le Prix Éthique mention spéciale Lanceur d'alerte fonctionnaire, prix remis par le collectif pour soutenir, saluer la « rigueur » et l'« immense courage » de ses récipiendaires.

### Politique
En 2013, elle est recrutée par Christiane Taubira au ministère de la Justice en tant que chargée de mission au service de l'accès au droit et de l'aide aux victimes
Elle est candidate aux élections départementales de mars 2015 dans le canton de Gennevilliers, mais est éliminée au premier tour, obtenant 13,17 % des voix.

### Lobbying pour des États étrangers
En 2015, elle se met en disponibilité de la fonction publique pour créer sa société de communication Edile Consulting (ELN Group). Elle compte parmi ses clients l'Arabie Saoudite, qui fait appel à elle pour gérer son image en France, rejoignant ainsi le Qatar parmi les clients de la communicante. En parallèle, Sihem Souid publie à compte d'auteur aux Éditions L'Harmattan un livre intitulé L'Arabie Saoudite, ce pays méconnu, à la gloire de ce pays, et fait l'apologie dans la presse du Forum pour le dialogue des civilisations créé par ce pays.
En 2017, elle signe un contrat avec l'Azerbaïdjan (avril 2017), puis le Qatar lui renouvelle sa confiance pour gérer la crise du golfe qui l'oppose à l'Arabie saoudite.
En 2018, son périmètre est élargi par le Qatar qui lui confie en plus de la France, la Belgique et le Parlement européen. Cette fois-ci, ce n'est plus avec l'ambassade, mais directement avec le Government Communications Office (GCO) que le contrat est établi.
Devenue indispensable dans la communication officielle et officieuse du Qatar, selon L'Équipe, elle fait l'objet d'actes de déstabilisation, dans l'objectif de l'affaiblir auprès de son principal client.
Le 30 mars 2023, à la suite de l'enquête journalistique Abou Dhabi Secrets, qui a indiqué qu'elle avait été espionnée pour le compte des Émirats arabes unis, Sihem Souid a déposé une plainte contre l'entreprise suisse Alp Services et son fondateur Mario Brero,,.

## Œuvres
- Sihem Souid, Omerta dans la police, Paris, Le Cherche-midi, coll. « Documents », 14 octobre 2010, 269 p. (ISBN 978-2-7491-1801-7, BNF 42314894), ouvrage écrit en collaboration avec Jean-Marie Montali, journaliste au Parisien.
- Sihem Souid, La suspendue de la République, Paris, Le Cherche-midi, coll. « Documents », 19 janvier 2012, 216 p. (ISBN 978-2-7491-2407-0, lire en ligne). Préface de Stéphane Hessel.
- Sihem Souid, Mohamed El Megarief : Mon combat pour la liberté, Paris, Le Cherche-midi, coll. « Politique », 19 janvier 2014, 171 p. (ISBN 978-2-7491-3183-2).
- Sihem Souid, L'Arabie Saoudite, ce pays méconnu, Paris, l'Harmattan, avril 2016 110 p  (ISBN 978-2-343-08821-1)